# Лебедев, Фёдор Сергеевич
Фёдор Сергеевич Лебедев (бел. Фёдар Сяргеевіч Лебедзеў; род. 3 января 2003, Москва) — белорусский футболист, полузащитник.

## Карьера

### Начало карьеры
Воспитанник футбольной академии минского «Динамо». В 2020 году футболист стал выступать в дублирующем составе столичного клуба, в котором вскоре закрепился. В июле 2021 года футболист отправился в аренду в «Энергетик-БГУ», где продолжил выступать в дублирующем составе клуба. В декабре 2021 года футболист вернулся в минское «Динамо», где затем продолжал выступать за дублирующий состав. В июне 2022 года футболист перешёл в дзержинский «Арсенал». Дебютировал за клуб футболист 14 августа 2022 года в матче против минского «Динамо», выйдя на замену на 90 минуте. За сезон за основную команду футболист провёл лишь свой единственный матч, выступая преимущественно за дублирующий состав. По окончании сезона футболист покинул клуб. В 2023 году футболист выступал за польский клуб «Старт».

### «Минск»
В феврале 2024 года футболист на правах свободного агнета перешёл в столичный «Минск», подписав однолетний контракт. Дебютировал за клуб футболист 3 марта 2024 года в четвертьфинальном матче Кубка Беларуси против гродненского «Немана». Первый матч в чемпионате футболист сыграл 16 марта 2024 года против борисовского БАТЭ, выйдя на поле в стартовом составе. Первым результативным действием за клуб футболист отличился 5 апреля 2024 года в матче против «Сморгони», отдав голевую передачу. Дебютным забитым голом за клуб футболист отличился 10 мая 2024 года в матче против могилёвского «Днепра». На протяжении сезона футболист выступал за минский клуб в роли одного из основных игроков, отличившись 2 забитыми голами и результативной передачей во всех турнирах. В феврале 2025 года футболист покинул клуб.

### «Слуцк-2024»
В феврале 2025 года футболист на правах свободного агента присоединился к клубу «Слуцк-2024», подписав контракт до конца сезона. Дебютировал за клуб футболист 2 марта 2025 года в четвертьфинальном матче Кубка Беларуси против «Витебска», выйдя на поле в стартовом составе. Первый матч в чемпионате футболист сыграл 16 марта 2025 года против клуба «МЛ Витебск», выйдя на поле в стартовом составе. Первым результативным действием за клуб футболист отличился 17 мая 2025 года в матче против «Ислочи», отдав голевую передачу. На протяжении первой половины сезона футболист выступал за слуцкий клуб в роли одного из основных игроков, отличившись своей единственной голевой передачей. В июле 2025 года футболист покинул слуцкий клуб, расторгнув контракт по соглашению сторон.

## Международная карьера
В 2021 году выступал в юношеской сборной Беларуси до 19 лет.